# Moritz O’Donnell von Tyrconell
Graf Moritz O’Donnell von Tyrconell (* 1780 in Wien; † 30. November 1843 in Dresden) war k.k. Feldmarschall-Lieutenant und Kämmerer.

## Herkunft
Seine Eltern waren der k.k. Minister Joseph O’Donnell von Tyrconell (1756–1810) und dessen Ehefrau Theresa O’Donnell. Sein Bruder Heinrich wurde Vizegouverneur der Lombardei.

## Leben
Er wurde an der österreich-ungarisch Ingenieurakademie in Wien ausgebildet. Anschließend wurde er am 1. Februar 1796 zum Unterleutnant ernannt und in das Pionierkorps versetzt. Am 16. März 1796 wurde er als Oberleutnant in das Brooder Grenz-Infanterieregiment versetzt. Dort wurde er am 16. September 1787 Kapitän-Lieutenant und am 1. November 1799 dann als Hauptmann in das walachisch-illyrische Grenz-Infanterieregiment versetzt.
1802 ließ er sich in den Ruhestand versetzen, den er zeitweilig in Venedig verbrachte, wo er die bekannte Madame de Stael kennen lernte. Die beiden hatte noch lange Zeit einen intensiven Briefkontakt.
Im Vorfeld des Fünften Koalitionskriegs wurde er 1808 reaktiviert. Er kommandierte ein Bataillon Wiener Freiwillige. Am 3. Mai 1809 verteidigte er mit anderen Einheiten unter Hiller die Brücke bei Ebelsberg. Am 16. Juni 1809 wurde er zum Major befördert und am 1. April 1810 in das Infanterieregiment Nr. 33 versetzt.
Während der Befreiungskriege wurde er am 11. April 1813 zum Oberstleutnant befördert und am 20. August 1813 in das Infanterieregiment Nr. 11 versetzt. Am 31. Januar 1814 zeichnete er sich bei der Belagerung von Besançon aus, wo er mit seiner Einheit ein Fort eroberte. Am 1. Juni 1814 wurde er zum Oberst befördert und kehrte nach dem Feldzug nach Wien zurück. Nach der Rückkehr Napoleons machte er auch den nun folgenden Feldzug gegen die Franzosen mit und rückte im September 1815 in Paris ein.
Nach dem Krieg wurde er am 1. Januar 1816 in das neu errichtete Infanterieregiment Nr. 4 versetzt, aber schon am 24. November 1816 kam er als Kommandeur in des Infanterieregiment Nr. 45. Er kam 1822 nach Italien und wurde am 8. März 1828 als Generalmajor in den Großen Generalstab versetzt.
Er ging am 1. Juni 1834 in den Ruhestand und erhielt am 21. März 1835 auch den Charakter als Feldmarschall-Lieutenant und eine jährliche Zulage von 500 Talern zur Pension. Er starb am 30. November 1843 in Dresden.

## Familie
O’Donnel heiratete Christine „Titine“ von Ligne (* 4. Januar 1786; † 19. Mai 1867), die illegitime Tochter von Karl von Ligne (1759–1792). Das Paar hatte mehrere Kinder:
- Maximilian (* 29. Oktober 1812; † 14. Juli 1895), Generalmajor ⚭ 1860 Franziska Wagner (* 25. Mai 1828)
- Moritz (* 6. Juni 1815; † 25. November 1890), k.k. Kämmerer

⚭ 1844 Prinzessin Helene von Cantacuzino (* 18. September 1819; † 23. Dezember 1845)
⚭ 1852 Gräfin Clothilde von Hardegg-Glatz (* 20. Dezember 1830; † 11. Mai 1897), Oberhofmeisterin